# 武澤信一
武澤 信一（たけざわ しんいち、1925年 - 1995年4月8日）は、日本の経営学者。立教大学社会学部産業関係学科（現・経営学部）元教授、日本労務学会元代表理事（会長）。専門は、人事労務管理、労働経済学。

## 人物・経歴
1925年生まれ。東京大学法学部卒業。図書印刷（旧・帝国印刷）に入社した後、ガリオア計画でミネソタ大学に留学。帰国後、立教大学文学部非常勤講師となる。
1960年、立教大学教授に就任。1964年、社会学部産業関係学科（経営学部）学科長に就任。1975年から76年にかけて、INSEAD客員教授としてフランスに滞在。
1979年、立教大学社会学部長兼大学院社会学研究科委員長。1991年、立教大学定年退職。
所属学会として、日本労務学会（代表理事、常任理事）、日本労使関係研究協会（常任理事）を歴任したほか、日本経営教育学会、日本応用心理学会、日中人文社会学交流協会等にも所属。
国際経験も豊富にあり、日本の労務管理分野の研究者代表として、多くの海外の労働に関する学会での講師やゲストスピーカーとして活躍した。

## 主な著書
- 『人間の管理』講談社 1960年
- 『経営人事』ダイヤモンド社 1971年
- 『人事管理自由化論』ダイヤモンド社 1972年
- 『労働の人間化』総合労働研究所 1975年
- 『Work Ways：Japan and America』日本労働研究機構 1981年